# Ancylolomia mirabilis
Ancylolomia mirabilis is een vlinder uit de familie grasmotten (Crambidae). De wetenschappelijke naam van deze soort is voor het eerst geldig gepubliceerd in 1876 door Wallengren.
De soort komt voor in tropisch Afrika.